# NAPA (Band)
NAPA (alternative Schreibweise Napa, bis 2019 Men On The Couch) ist eine portugiesische Indie-Pop-Band. Sie gründete sich 2013 in Funchal, der Hauptstadt der portugiesischen Insel Madeira. Die Gruppe vertrat Portugal beim Eurovision Song Contest 2025 in Basel mit ihrem Lied Deslocado und landete dort im Finale auf dem 21. Platz.

## Geschichte
Im Keller der Großmutter in Funchal begannen sie zunächst zu viert Musik zu machen, unter dem Namen Men On The Couch. Als ihre Einflüsse nennen sie die Energie von Gruppen wie Arctic Monkeys und Red Hot Chili Peppers, die Melodien der Beatles und die Sensibilität von Caetano Veloso und Tom Jobim.
Nachdem ihre Musik und Videos auf YouTube und TikTok immer häufiger abgerufen wurden, wandten sie sich ernsthafter der Musik zu. Sie zogen auf das Festland und schrieben nun nicht mehr englischsprachige, sondern portugiesische Texte. 2019 nahmen sie in den Blacksheep Studios in Sintra ihr erstes Album Senso Comum (portugiesisch für: Gesunder Menschenverstand) auf. Es folgten Konzerte, häufig in Funchal und Lissabon. Dabei entwickelte die Band sich weiter. Sie nannten sich nun in NAPA um und nahmen 2023 ihr zweites Album mit dem Titel Logo Se Vê (port. für: wir werden sehen) auf. Dem Album folgte 2024 erstmals eine ausgedehnte Tour durch Portugal und sie spielten nun auf einer Reihe Festivals und in verschiedenen Städten über Kontinental-Portugal verteilt.
Während sie neue Songs schrieben und ein drittes Album für 2025 planten, nahmen sie mit einem der neuen Songs, Deslocado (port. für: Deplatziert) am Festival da Canção 2025 teil, ein traditionsreicher Musikwettbewerb, der auch als Vorentscheid für den portugiesischen Beitrag zum Eurovision Song Contest dient. Bei dem in 23 Länder übertragenen Gala-Finale am 8. März 2025 wurden NAPA, die sich während des Votings lange im oberen Mittelfeld befanden, vor allem dank des Zuschauervotings am Ende überraschend Sieger. Das Lied, das sich im Gegensatz zu den meisten Mitbewerbern an klassischer Popmusik orientiert, sprach das Publikum durch seine harmonische, fröhlich-melancholische Klangfarbe und durch seinen Text an, der vom Gefühl des nicht dazugehören und von der Sehnsucht nach dem Ort, an dem man sich zuhause fühlt, handelt.

## Diskografie
- 2019: Se Eu Morresse Amanhã (digitale Single)
- 2019: Senso Comum (digitales Album und CD, Selbstverlag)
- 2023: Assim, Sem Fim (digitale Single)
- 2023: Luz do Túnel (digitale Single)
- 2023: Logo Se Vê (digitales Album und CD, Selbstverlag im Vertrieb der Universal Music)
- 2025: Deslocado (digitale Single)
- 2025: Infinito (mit Van Zee) (digitale Single)